# 九州国分
九州国分是丰臣秀吉平定九州之后，于天正15年（公元1587年）6月，丰臣政权进行的九州各地方大名的领土分配。

## 概要

### 九州战役之前的计划
天正13年（1585年），四国战役让丰臣政权封毛利氏小早川隆景为独立大名伊予。另一方面，岛津氏正扩大势力，九州之战近在眼前，而被孤立处于劣势的大友氏开始逐渐依赖于丰臣氏。
同年10月2日，丰臣秀吉向大友氏、岛津氏两方发出停火令。大友氏立即接受了，而岛津氏在口舌之争过后才同意，并派遣镰田政近前往丰臣秀吉处，声明此次战争是对大友氏的防御战。天正14年（1586年）3月7日，镰田政近从丰臣秀吉那里把肥后、丰前和筑后三地划归大友氏所在的大阪，将肥前交给毛利氏，筑前则纳入秀吉麾下。这一行为旨在用肥后、丰前两个半国来平复坐拥萨摩、大隅、日向三地的岛津氏的怒火的绥靖政策，但岛津氏立即表示反对。4月5日，为了寻求救援，正在大阪城与秀吉开会的大友义镇（宗麟）也提出了国家分案，但内容详情模棱两可。在6月25日交给毛利辉元的朱印状中，丰臣秀吉从毛利处将会获得备中、伯耆的一部分、备后、伊予全境、九州地区的丰前、筑前、肥后、筑后四个国家。这就是九州第一次划分的结局。

### 九州平定与南九州的国分

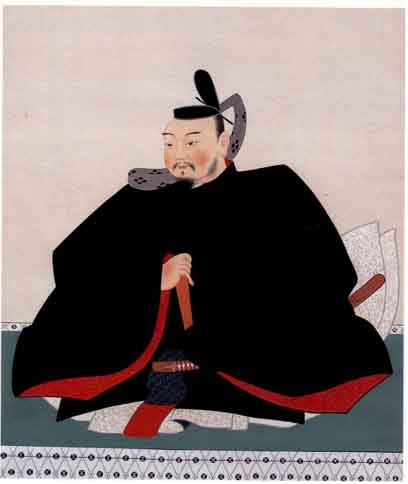
肥後的大半都在佐佐成政的掌控中

天正14年（1586年）6月，岛津氏撕毁了先前出示给他的国分方案，同时向筑后、筑前两地发起进攻，打响了九州战役地第一炮。丰臣秀吉明确指出其违反了停火令，于是命令中国、四国两地各大名派遣军队征讨。出人意料的是，岛津氏屡尝胜绩，反而占领了丰后国。
天正15年3月1日（1587年4月8日），丰臣秀吉出兵离开大阪，以“应以秋风扫叶般的速度攻克他们”的信念挥师九州。面对丰臣秀吉大军，岛津氏在日向高城（今宫崎县木城町）顽强抵抗，最终在根白坂惨败，元气大伤；最终于5月8日投降。
另一方面，丰后的大友氏自4月撤退后深感疲倦，于是向秀吉提出将日向作为隐居费用赠与秀吉，随后在隐居地丰后国津久见辞世于5月6日。大隅一国的长宗我部元亲之后不久便也去世。
5月25日，秀吉将义久作为舍身忘死的典范进行赦免。肥后国的国民们之后也被编入了成政的家臣团。

### 九州国分与新领主入部
秀吉于同年6月7日（新历7月12日）从萨摩回来的路上，在筑前国箱崎（现在的福冈市东区）布阵，以前以拥有自治都市历史的贸易港博多（福冈市博多区）为直辖城市，进入唐朝（明远征）的基地。因此，在筑前国入封小早川氏等包括北部九州在内的九州地区的国分。据悉，小早川隆景在筑前、筑后、肥前1郡约37万石，黑田孝高（如水）在丰前国中6郡约125,000石，立花统虎（宗茂）在筑后柳川城（福冈县柳川市）有132,000石，毛利胜信的丰前小仓（福冈县北九州市）有约6万石。丰后一国被宗麟之子大友义统安堵。龙造寺政家、纯忠之子大村喜前、松浦镇信分别是肥前国内的领地，宗氏对马国得到了安堵。另外，也设定了大规模的藏入地（丰臣氏直割领）。6月11日，石田三成、泷川雄利、小西行长、长束正家、山崎片家5名被任命为割奉行，神屋宗湛和岛井宗室等町众动员博多复兴，6月19日为了在长崎港垄断南蛮贸易而被迫发布雷恩驱逐令，将九州作为“五畿内同前”的体制（翌年天正16年4月没收了作为教会领地的长崎作为直辖地）。另外，在此之前的6月15日，命令对马（长崎县对马市）的岛主宗义调及其养嗣子宗义智派遣使者上京王上洛。平定西海道后，秀吉陆续提出了放眼全东亚的一系列措施。
秀吉在九州国分之后，给予筑前、筑后等的小早川隆景进入立花氏的居城名岛城（福冈市东区）。被授予丰前6郡的黑田孝高以中津城（大分县中津市）为根据地。有说法认为这是对孝高迄今为止的功绩被抑制，也有人认为秀吉暗中害怕孝高的野心和军事才能。筑后柳川的立花统虎被誉为独立于大友氏的直臣大名。小早川隆景的养子毛利秀包是伊予国宇和郡大洲城35000石的大名，被养父隆景赐予筑后国内75000石，并于天正16年（1588年）进入久留米城（福冈县久留米市）。岛津家久的嫡子岛津丰久的日向都于郡（宫崎县西都市）和佐土原（同佐土原町）得到了平定，秀吉在平定九州之前与岛津氏结盟的筑前的秋月种实是日向的栉间（同串间市）、财部（同高锅町）、种实二男高桥元种被移封到县（同延冈市）、宫崎（同宫崎市）。自古以来一直保持日向国势力、与岛津氏对立、担任九州平定军的先驱的伊东祐兵被授予飫肥（同日南市）、曾井（同宫崎市）、清武（同清武町）三地。肥后也随之被授予给佐佐成政，以现在的熊本县人吉市为中心的人吉地方在相良氏家臣深水长智的交涉下，逐渐得到了相良赖房的信赖。在肥前，锅岛直茂自诩为与主家龙造寺氏独立的大名，屡屡袭击长崎港，强行向外来船收取通行费，最终在天正16年因违反海盗停止令而被没收领地。

## 结果
被国分夺去既得权益的在地势力的不满逐渐爆发。天正15年8月，强行检地的佐佐成政与不服从的隈部亲永发生冲突；支持亲永的国人、百姓团结一心，袭击了成政的根据地隈本城（熊本县熊本市）（肥后国人起义）。肥前国、丰前国也发生了同样的冲突。为了庆祝秀吉平定九州，预定在10月1日在京都开10天的北野大茶汤，也只举办了1天就中止了，据说是因为秀吉听到了肥后国人起义的消息。另外佐佐成政凭借在肥后的失政而遭受指控，最终被夺去肥后一国，在摄津国尼崎切腹。肥后的北半部随后被授予给加藤清正，南半部被授予给小西行长。秋月种实进入栉间时，在地的伊集院久治不满，约半年没有离开栉间城，饫肥城的城代上原尚近（岛津氏家臣）也拒绝将城交给伊东祐兵，发生了时长约为1年的拒绝引渡事件。秀吉命令手下对抵抗的领主血战到底，这意味着九州地方战国时代的终结和近世新秩序的开端。同时，以北部九州为中心，丰臣系大名领地先后设立，同时考虑到将这个地方定位为“唐入”的基地，超越了单纯的领土裁定框架，也设立了大规模的藏入地（直辖地）。